# Rue Jean-Aicard
La rue Jean-Aicard (en occitan : carrièra Jean Aicard) est une voie de Toulouse, chef-lieu de la région Occitanie, dans le Midi de la France.

## Situation et accès

### Description
La rue Jean-Aicard est une voie publique. Elle se trouve au cœur du quartier de Bonnefoy.
Elle naît perpendiculairement à la rue du Faubourg-Bonnefoy, au niveau de la place Jean-Bories. Longue de 244 mètres et orientée au sud-est, elle s'élève régulièrement de 144 à 152 mètres d'altitude. Elle se termine au carrefour de la rue de Périole.
La chaussée ne compte qu'une seule voie de circulation automobile à double-sens. Elle appartient à une zone 30 et la vitesse y est limitée à 30 km/h. Il n'existe pas d'aménagement cyclable.

### Voies rencontrées
La rue Jean-Aicard rencontre les voies suivantes, dans l'ordre des numéros croissants (« g » indique que la rue se situe à gauche, « d » à droite) :
1. Rue du Faubourg-Bonnefoy
2. Place Jean-Bories (g)
3. Rue de Périole

## Odonymie

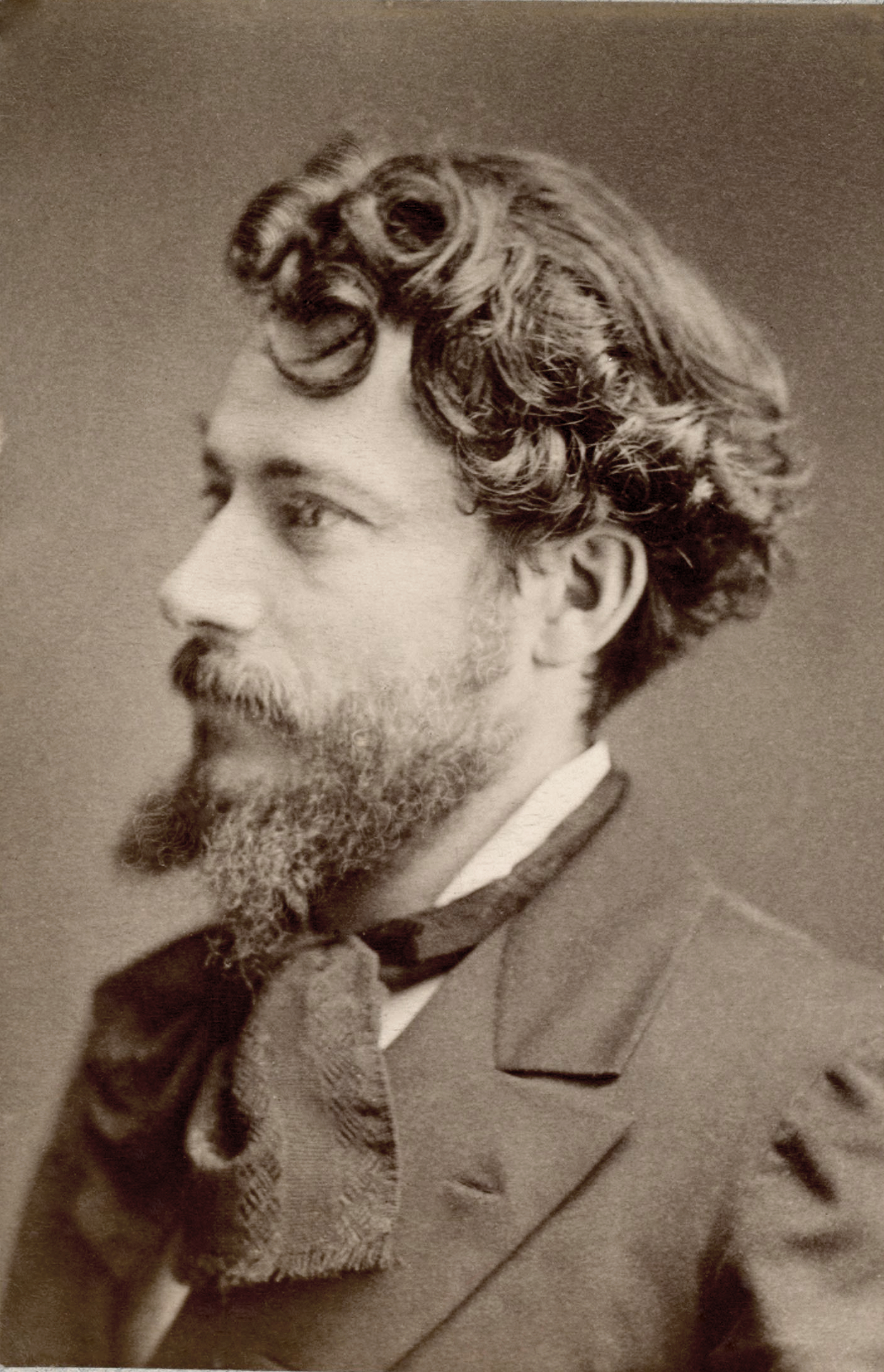
Portrait de Jean Aicard par Nadar (vers 1890, BnF).

La rue est nommée en hommage à Jean Aicard (1848-1921). Poète, romancier et dramaturge, il est proche des cercles parnassiens. Il connaît la célébrité comme « poète de la Provence », particulièrement pour son roman Maurin des Maures.
Il existait, au XIXe siècle, une simple impasse, connue comme l'impasse Roquelaine : elle se trouvait en effet à proximité de la maison des Roquelaine (actuels no 46-46 bis rue du Faubourg-Bonnefoy), une famille de pépiniéristes installée au faubourg Bonnefoy. Par ailleurs, l'avocat Pierre-Jean Roquelaine (1811-1860) fut conseiller municipal sous la monarchie de Juillet après les élections de 1843. En 1848, il défendit des positions républicaines et fut président de la commission municipale entre juin et août 1848, puis conseiller général de la Haute-Garonne pour Toulouse-Nord entre 1848 et 1852. En décembre 1851, il s'opposa au coup d'État de Louis-Napoléon Bonaparte et fut interné à Château-Gontier (Mayenne). Il existe, par ailleurs, une place et une rue Roquelaine, dans le quartier de Matabiau.
En 1932, lors de l'aménagement de la cité HBM de Bonnefoy, la voie qui la desservait prit le nom d'avenue du Parc-Bonnefoy. Finalement, le 12 avril 1947, le conseil municipal réunit l'impasse Roquelaine et l'avenue du Parc-Bonnefoy sous le même nom de Jean Aicard.

## Patrimoine et lieux d'intérêt
- no  2 : maison Roquelaine. 
La maison est construite vers 1908 pour Émile Roquelaine, pépiniériste au faubourg Bonnefoy. Elle se situe à l'angle de la rue du Faubourg-Bonnefoy (actuel no 46 bis)[4].

- no  6-14 et 13-21 : cité Bonnefoy (vers 1931, Jean Montariol)[5].